# 8-cloro-1-octino
El 8-cloro-1-octino, llamado también 8-clorooct-1-ino o 1-cloro-7-octino, es un compuesto orgánico de fórmula molecular C8H13Cl. Es un cloroalquino lineal de ocho carbonos con un átomo de cloro unido a uno de los carbonos terminales y un triple enlace en el extremo opuesto de la cadena carbonada.

## Propiedades físicas y químicas
A temperatura ambiente, el 8-cloro-1-octino es un líquido con una densidad inferior a la del agua, ρ ≃ 0,93 g/cm³. Tiene su punto de ebullición a 183 °C y su punto de fusión a -10 °C, siendo ambos valores estimados.
El valor del logaritmo de su coeficiente de reparto, logP = 3,466, indica que es mucho más soluble en disolventes apolares que en disolventes polares.
En agua es prácticamente insoluble.

## Síntesis
El 8-cloro-1-octino puede obtenerse tratando 1-cloro-6-iodopentano con tetrahidrofurano seco y HMPA a -30 °C en atmósfera de nitrógeno.

## Usos
El 8-cloro-1-octino se puede trimerizar usando un catalizador de Ziegler preparado a partir de cloruro de titanio (IV) y triisobutilaluminio. Como producto se forma una mezcla de 1,3,5- y 1,2,4-tris(clorooctil)benceno, que, al ser tratada con acetiluro de sodio, proporciona los correspondientes trioctinilbencenos.
El 8-cloro-1-octino se ha empleado para la elaboración de reactivos de Grignard de fórmula XMgC≡C(CH2)6MgX' (donde X y X' son halógenos), como por ejemplo cloruro de 8-cloro-1-octin-1-ilmagnesio.  
Para obtener este compuesto se hacen reaccionar 8-cloro-1-octino y cloruro de metilmagnesio en tetrahidrofurano (THF) en un reactor con atmósfera de nitrógeno a 60 °C.  
A partir de él se pueden preparar compuestos alifáticos de alquinilo de Grignard útiles como fragancias, feromonas de insecto o intermediarios farmacéuticos.
Otro uso del 8-cloro-1-octino es en la elaboración de homólogos y derivados de 9-oxo-13-trans-prostenamida y 9-hidroxi-13-trans-prostenamida, compuestos que muestran actividad antimicrobiana e hipotensora similar a la prostaglandina. 
También en la preparación de 1-alcoximino-2-(alquil-ω-sustituidos)-2-ciclopentenos, intermediarios en la síntesis de derivados del ácido 9-oxo-13-trans-prostenoico y del ácido 9-hidroxi-13-trans-prostenoico, también agentes antimicrobianos e hipotensores.